# Otto Tangen
Otto Tangen (* 28. Januar 1886; † 13. Oktober 1956) war ein norwegischer Nordischer Kombinierer.

## Leben
Tangen, der für den IF Liv in Hønefoss antrat, gewann bei der Norwegischen Nordischen Skimeisterschaft 1911 in seiner Heimat die Silbermedaille hinter Knut Holst in der Nordischen Kombination. Gemeinsam mit Holst bekam er wenig später die Holmenkollen-Medaille verliehen.
Tangen war auch als Skiläufer beim Militär aktiv. So gehörte er 1909 bereits zu einer norwegischen Militärpatrouille unter der Leitung von Finn Qvale in Frankreich.